# Cristóbal de Monroy

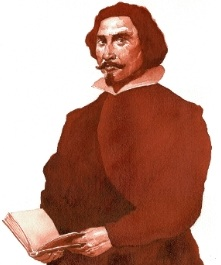
Cristóbal de Monroy y Silva. Dibujo de Javier Hermida para ilustrar los actos del IV centenario de su nacimiento.

Cristóbal de Monroy y Silva (Alcalá de Guadaíra, 22 de octubre de 1612-ibídem, 6 de julio de 1649) fue un historiador, dramaturgo y poeta español del Siglo de Oro.

## Biografía
Nació en el seno de una familia de hidalgos de Alcalá de Guadaíra, en una casa de la calle Ancha (actual San Fernando) donde vivían sus padres, Bartolomé de Monroy y Algarín y María Navarro de Silva. Posteriormente la familia vivió en la calle conocida como de los Monroy, y que todavía se sigue rotulando con el apellido familiar. Con su esposa, Ana Arias Salvador, tuvo varios hijos que no le sobrevivieron, aunque consta según su testamento, otorgado poco antes de fallecer, que su esposa estaba embarazada. Un hermano suyo, Bartolomé de Monroy, contrajo matrimonio en la cercana localidad de Arahal y el hijo de este, Sebastián de Monroy, jesuita, murió martirizado en las islas Marianas en 1676. Ostentó diversos cargos en el cabildo municipal, como fiel ejecutor (de 1636 a 1641) y regidor perpetuo (a partir de 1639). También fue teniente de alcaide del castillo de Alcalá de Guadaíra (1642). El duque de Alba, bajo cuya jurisdicción se encontraba por aquella época la localidad, le nombró promotor de su justicia en la Audiencia Mayor. Cristóbal de Monroy murió el 6 de julio de 1649 como consecuencia de una gran epidemia de peste que asoló Sevilla y sus alrededores.

## Obra
Como historiador escribió Epítome de Troya, Héctor y Aquiles y El robo de Helena, entre otras; Encomio y defensa de la iglesia mayor de Santa María del Águila de la Villa de Alcalá de Guadaira (1635), la rarísima Vida del Padre maestro San Ignacio de Loyola (México, 1639) y el manuscrito inédito Historia de Alcalá de Guadaíra, que se guardaba en el Monasterio de Poblet, donde lo vio Jaime Villanueva, según cuenta en su Viaje literario a las Iglesias de España, tomo XX, pág. 151; todas estas son ciertamente obras menores entre las de su siglo. 
Destacó y fue conocido, más bien, como fecundo autor dramático, contándose en su haber una refundición de la famosa comedia Fuenteovejuna de Lope de Vega, editada modernamente junto a su modelo por Francisco López Estrada con el título Fuente Ovejuna o el castigo más debido y la venganza más justa. Otras piezas suyas son Mudanzas de la fortuna y firmezas del amor, las mitológicas El caballero dama o El Aquiles y Acteón y Diana; El mayor vasallo del mayor Señor o el Gigante cananeo San Cristóbal, El encanto por los celos y Fuente de la judía, El casamiento fingido, Los príncipes de la iglesia de San Pedro y San Pablo, La sirena del Jordán, San Juan Bautista, No hay más saber que saberse salvar, El ofensor de sí mismo, Envidias vencen fortunas, El más valiente andaluz Antón Bravo, Escarmientos del pecado, o la fuerza del desengaño, La alameda de Sevilla, y recato en el amor, Los celos de San José, Celos, industria y amor. (Todo es industrias amor.), El horror de las montañas, y Portero de San Pablo, Más vale a quien Dios ayuda, Esaú y Jacob, o el Pastor más perseguido y finezas de Raquel, San Bartolomé en Armenia, El valor siempre da honor, Las violencias del amor, y don Belflorán de Grecia, Perdonar por no poderse vengar, etcétera.
En su teatro, inspirado en el de Lope de Vega pero clasificado entre los seguidores de Pedro Calderón de la Barca, los caracteres están bien dibujados, la versificación es fluida y abunda la comicidad; la trama suele ser original y bien estructurada aunque con cierta tendencia a exagerar el efectismo escénico y la truculencia. Se encuentra especialmente a gusto en el tema histórico y biográfico, como en La batalla de Pavía y prisión del rey Francisco, impresa con el título de El prisionero más valiente y recientemente editada por el hispanista Paolo Pintacuda, o Las mocedades del Duque de Osuna, repaso anecdótico de las calaveradas juveniles de don Pedro Téllez Girón. Lo que pasa en un mesón y No hay amor donde celos se representaron en la montería sevillana de 1643. Escribió, asimismo, dos autos sacramentales: Las grandezas de Sevilla, publicado junto con dos loas, y San Hermenegildo, auto perdido que se representó en Sevilla en 1645. Se le atribuye Los dos soles de Madrid, comedia llamada también de otras formas: Dejar un reino por otro, Los mártires de Madrid o No hay reino como el de Dios, pero es obra que se atribuye a muchos ingenios diferentes, desde a Lope de Vega en solitario, autor de la pieza que sirvió como fuente, hasta a una colaboración entre Jerónimo de Cáncer, Sebastián Rodríguez de Villaviciosa y Agustín Moreto.
De su obra poética se ha conservado poco; una inspirada Silva a la muerte del dramaturgo Juan Pérez de Montalbán y algunos poemas más. Fue un admirador de Luis de Góngora.